# Aire de conservation du Breiðafjörður
L'aire de conservation du Breiðafjörður est une aire protégée d'Islande couvrant la partie orientale du Breiðafjörður, dans le Nord-Ouest du pays. Il vise à préserve la faune et la flore de ce milieu mais aussi les modes de vie traditionnels en préservant les ressources naturelles.